# Associazione Calcio Pisa 1939-1940
Questa pagina raccoglie i dati riguardanti l'Associazione Calcio Pisa nelle competizioni ufficiali della stagione 1939-1940.

## Stagione
Nella stagione 1939-1940 il Pisa disputò il quinto campionato di Serie B della sua storia.

## Divise
| 1ª divisa |

## Organigramma societario
Area direttiva
- Presidente: Gianni Gentili

Area tecnica
- Allenatore: Aristide Viale, poi József Ging

## Rosa
| N. |                   | Ruolo | Calciatore           |
| -- | ----------------- | ----- | -------------------- |
|    | Italia (bandiera) | P     | Giulio Baldacci      |
|    | Italia (bandiera) | P     | Giuseppe Traverso    |
|    | Italia (bandiera) | D     | Tersilio Del Pecchia |
|    | Italia (bandiera) | D     | Eto Soldani          |
|    | Italia (bandiera) | D     | Luigi Strobbe        |
|    | Italia (bandiera) | D     | Mario Verga          |
|    | Italia (bandiera) | C     | Alessandro Ciferri   |
|    | Italia (bandiera) | C     | Renato Del Punta     |
|    | Italia (bandiera) | C     | Gino Logli           |
|    | Italia (bandiera) | C     | Umberto Mannocci     |
|    | Italia (bandiera) | C     | Maggiorino Mongero   |
|    | Italia (bandiera) | C     | Franco Ponzinibio    |

| N. |                   | Ruolo | Calciatore                 |
| -- | ----------------- | ----- | -------------------------- |
|    | Italia (bandiera) | C     | Mario Provaglio            |
|    | Italia (bandiera) | C     | Paolo Rigotti              |
|    | Italia (bandiera) | C     | Milziade Severgnini        |
|    | Italia (bandiera) | C     | Mario Tonali               |
|    | Italia (bandiera) | A     | Albino Argenta             |
|    | Italia (bandiera) | A     | Elio Bertoni (II)          |
|    | Italia (bandiera) | A     | Remo Cossio                |
|    | Italia (bandiera) | C     | Pier Francesco De Martinis |
|    | Italia (bandiera) | A     | Natale Faccenda            |
|    | Italia (bandiera) | D     | Antonio Franceschi         |
|    | Italia (bandiera) | A     | Mario Nicolini             |
|    | Italia (bandiera) | A     | Giuseppe Scategni          |

## Risultati

### Serie B

#### Girone di andata
| Arbitro: | Mazza (Torre del Greco) |

|                                         |           |                                   |
| Cappello V 5’, 60’, 63’ Dal Maschio 85’ | Marcatori | 44’ Bertoni II 68’ (rig.) Mongero |

| Arbitro: | Coletti (Treviso) |

|                                         |           |                             |
| Bertoni II 24’, 68’ (rig.) Scategni 60’ | Marcatori | 22’ Finelli 70’ Ventimiglia |

| Arbitro: | Neri (Vicenza) |

|                                                          |           |                    |
| Viani II 63’ Angelini 69’ Zidarich I 74’ A. Cattaneo 77’ | Marcatori | 10’ (aut.) Baldoni |

| Arbitro: | Tonnetti (Roma) |

|  |           |                                  |
|  | Marcatori | 17’, 46’, 74’, 85’ Prata Pizzala |

| Arbitro: | Bertolio (Torino) |

|           |           |                                            |
| Dapas 33’ | Marcatori | 20’ Ciferri 38’ Faccenda II 60’ Bertoni II |

| Arbitro: | Cardinali (Milano) |

|                        |           |                       |
| Ciferri 28’ Tonali 80’ | Marcatori | 4’ Foglia 82’ Cerutti |

| Arbitro: | Biancone (Roma) |

|             |           |                  |
| Ciferri 77’ | Marcatori | 26’ Di Benedetti |

| Arbitro: | Dellarole (Vercelli) |

|                         |           |                |
| Porcelli 21’ Barale 84’ | Marcatori | 53’ Bertoni II |

| Arbitro: | Scarpi (Dolo) |

|                |           |           |
| Bertoni II 62’ | Marcatori | 51’ Torti |

| Arbitro: | Carminati (Milano) |

|                                 |           |  |
| Costenaro 13’ (rig.) Icardi 79’ | Marcatori |  |

| Arbitro: | Tonnetti (Roma) |

|             |           |                   |
| Bellini 43’ | Marcatori | 53’ Ponzinibio II |

| Arbitro: | Gamba (Pozzuoli) |

|                               |           |                                            |
| Ciferri 59’, 86’ Scategni 68’ | Marcatori | 34’ (rig.), 44’, 82’ D'Odorico 41’ Spivach |

| Arbitro: | Neri (Vicenza) |

|                                                  |           |                                 |
| Faccenda II 14’ Bertoni II 25’, 64’ Nicolini 49’ | Marcatori | 23’ Salvi 56’, 62’, 85’ Gaddoni |

| Arbitro: | Scotti (Taranto) |

|                        |           |                                |
| Lupi 31’ Cavalazzi 44’ | Marcatori | 10’ Faccenda II 70’ Bertoni II |

| Arbitro: | Zavattaro (Casale M.) |

|                                        |           |  |
| Colaneri 21’ Crola 52’ C. Cattaneo 77’ | Marcatori |  |

| Arbitro: | Leoni (Milano) |

|                                                      |           |  |
| Faccenda II 13’ Mongero 75’ (rig.) Ponzinibio II 81’ | Marcatori |  |

| Arbitro: | Conticini (Firenze) |

|                   |           |  |
| Grazioli 35’, 49’ | Marcatori |  |

#### Girone di ritorno
| Arbitro: | Cardinali (Milano) |

|                                  |           |              |
| Ponzinibio II 27’ Bertoni II 39’ | Marcatori | 36’ Orzan II |

| Arbitro: | Viarengo (Asti) |

|                    |           |                |
| Strobbe 33’ (aut.) | Marcatori | 23’ Bertoni II |

| Arbitro: | Mattea (Torino) |

|              |           |              |
| Mannocci 77’ | Marcatori | 45’ Viani II |

| Arbitro: | Scarpi (Dolo) |

|                           |           |                                                  |
| Ottino 4’ Castigliano 26’ | Marcatori | 10’ (aut.) Vannucci 16’ Cossio 51’ Ponzinibio II |

| Arbitro: | Saracini (Ancona) |

|  |           |                        |
|  | Marcatori | 40’ Renoldi 78’ Polack |

| Arbitro: | Galeati (Bologna) |

|                        |           |                             |
| Ghezzi 20’ Cerutti 50’ | Marcatori | 52’ Nicolini 77’ Bertoni II |

| Arbitro: | Zelocchi (Modena) |

|                           |           |  |
| Asin 29’ Di Benedetti 30’ | Marcatori |  |

| Arbitro: | Marsciani (Modena) |

|                                            |           |                |
| Mongero 7’ (rig.), 52’ (rig.) Mannocci 44’ | Marcatori | 23’, 74’ Cason |

| Arbitro: | Scarpi (Dolo) |

|           |           |  |
| Torti 65’ | Marcatori |  |

| Arbitro: | Biancone (Roma) |

|                |           |                 |
| Bertoni II 61’ | Marcatori | 50’, 65’ Celant |

| Arbitro: | Bogetti (Cuneo) |

|                                             |           |               |
| Tonali 27’ Ciferri 41’ Faccenda II 85’, 86’ | Marcatori | 47’ Ravizzoli |

| Arbitro: | Zelocchi (Modena) |

|  |           |                 |
|  | Marcatori | 52’ De Martinis |

| Arbitro: | Scorzoni (Bologna) |

|                                    |           |  |
| Cominelli 6’ Salvi 34’ Gaddoni 82’ | Marcatori |  |

| Arbitro: | Biancone (Roma) |

|                                                      |           |  |
| Mongero 18’ (rig.) De Martinis 75’ Nicolini 80’, 81’ | Marcatori |  |

| Arbitro: | Fois (Roma) |

|                                   |           |  |
| De Martinis 24’ Ponzinibio II 89’ | Marcatori |  |

| Arbitro: | Galeati (Bologna) |

|                           |           |            |
| Cecconi 53’ Di Prisco 74’ | Marcatori | 86’ Tonali |

| Arbitro: | De Benedictis (Padova) |

|                             |           |          |
| Nicolini 5’ Faccenda II 62’ | Marcatori | 14’ Bona |

### Coppa Italia

#### Terzo turno eliminatorio
| Arbitro: | Ghetti (Modena) |

|                  |           |  |
| Rossetti II 116’ | Marcatori |  |

## Statistiche

### Statistiche di squadra
| Competizione | Punti | In casa | In casa | In casa | In casa | In casa | In casa | In trasferta | In trasferta | In trasferta | In trasferta | In trasferta | In trasferta | Totale | Totale | Totale | Totale | Totale | Totale | DR |
| Competizione | Punti | G       | V       | N       | P       | Gf      | Gs      | G            | V            | N            | P            | Gf           | Gs           | G      | V      | N      | P      | Gf     | Gs     | DR |
| ------------ | ----- | ------- | ------- | ------- | ------- | ------- | ------- | ------------ | ------------ | ------------ | ------------ | ------------ | ------------ | ------ | ------ | ------ | ------ | ------ | ------ | -- |
| Serie B      | 31    | 17      | 8       | 5       | 4       | 36      | 28      | 17           | 3            | 4            | 10           | 18           | 34           | 34     | 11     | 9      | 14     | 54     | 62     | -8 |
| Coppa Italia |       | -       | -       | -       | -       | -       | -       | 1            | 0            | 0            | 1            | 0            | 1            | 1      | 0      | 0      | 1      | 0      | 1      | -1 |
| Totale       | -     | 17      | 8       | 5       | 4       | 36      | 28      | 18           | 3            | 4            | 11           | 18           | 35           | 35     | 11     | 9      | 15     | 54     | 63     | -9 |

### Statistiche dei giocatori
| Giocatore          | Serie B  | Serie B | Coppa Italia | Coppa Italia | Totale   | Totale |
| Giocatore          | Presenze | Reti    | Presenze     | Reti         | Presenze | Reti   |
| ------------------ | -------- | ------- | ------------ | ------------ | -------- | ------ |
| A. Argenta         | 2        | 0       | 1            | 0            | 3        | 0      |
| G. Baldacci        | 15       | -?      | 1            | -1           | 16       | -1+    |
| E. Bertoni (II)    | 23       | 13      | 1            | 0            | 24       | 13     |
| A. Ciferri         | 16       | 6       | -            | -            | 16       | 6      |
| R. Cossio          | 7        | 1       | -            | -            | 7        | 1      |
| P.F. De Martinis   | 18       | 3       | -            | -            | 18       | 3      |
| T. Del Pecchia     | 1        | 0       | 1            | 0            | 2        | 0      |
| R. Del Punta       | 2        | 0       | -            | -            | 2        | 0      |
| N. Faccenda (II)   | 32       | 7       | 1            | 0            | 33       | 7      |
| A. Franceschi      | 8        | 0       | -            | -            | 8        | 0      |
| G. Logli           | 3        | 0       | -            | -            | 3        | 0      |
| U. Mannocci        | 9        | 2       | 1            | 0            | 10       | 2      |
| M. Mongero         | 29       | 5       | 1            | 0            | 30       | 5      |
| M. Nicolini        | 25       | 5       | -            | -            | 25       | 5      |
| F. Ponzinibio (II) | 25       | 5       | -            | -            | 25       | 5      |
| M. Provaglio       | 15       | 0       | -            | -            | 15       | 0      |
| P. Rigotti         | 2        | 0       | -            | -            | 2        | 0      |
| G. Scategni        | 10       | 2       | 1            | 0            | 11       | 2      |
| M. Severgnini      | 14       | 0       | 1            | 0            | 15       | 0      |
| E. Soldani         | 8        | 0       | -            | -            | 8        | 0      |
| L. Strobbe         | 32       | 0       | -            | -            | 32       | 0      |
| M. Tonali          | 32       | 3       | 1            | 0            | 33       | 3      |
| G. Traverso        | 19       | -?      | -            | -            | 19       | -0+    |
| M. Verga           | 27       | 0       | 1            | 0            | 28       | 0      |